# Škrlatni krempelj
Škrlatni krempelj, izvirno The Scarlet Claw, je igrani detektivski film iz leta 1944. Stvaritev filma je delno navdihnil sir Arthur Conan Doyle z zgodbo Baskervillski pes. Razen okolja in motiva močvirske pošasti je celotna zgodba o morilcu, ki čisti za sabo sledi iz preteklosti in se pri tem pretvarja za nadnaravno močvirsko pošast, izvirna. Film je režiral Roy William Neill. Glavni vlogi sta odigrala Basil Rathbone kot Sherlock Holmes in Nigel Bruce kot dr. Watson. Gre za 8. film iz Rathbonove in Brucove filmske serije. Mnogi kritiki in privrženci serije imajo danes Škrlatni krempelj za najboljšega od 12 filmov serije, ki so nastali pod okriljem Universal Studios. 

## Vsebina
Film se prične s prizorom v vaški gostilni, kjer se domačini pogovarjajo med seboj. Vse je močna vznemirila svetleča pošast, ki je pričela postopati po lokalnem močvirju. Za novo vznemirjenje pa poskrbijo cerkveni zvonovi, ki začnejo kar sredi noči zvoniti. Duhovnik gre preverit, kaj se dogaja, in odkrije truplo lady Penrose. Vest o njeni smrti tako hitro prenesejo možu, lordu Penroseu, ki je sodeloval na konferenci o nadnaravnem. Na konferenci je kot glavni govornik svoje struje zagovarjal tezo, da obstajajo primeri, ko zdrav razum odpove. Kot primer navede primer izpred 100 let, ko so v njegovi vasi La Morte Rouge našli več ovac s prerezanimi vratovi. Njegov glavni nasprotnik v debati je slavni detektiv Sherlock Holmes (igra ga Basil Rathbone), ki takšnim vaškim čenčam ne verjame. Konferenco nenadoma prekine vest o smrti lady Penrose. Njen mož tako nemudoma zapusti konferenco in se odpravi domov. Enako sta želela napraviti tudi Holmes in Watson (igra ga Nigel Bruce), a Holmes prejme pismo prav od lady Penrose, v katerem mu ta pravi, da sluti nevarnost okoli sebe. Holmes tako hočeš nočeš sprejme primer in se skupaj z Watsonom odpravi v La Morte Rouge.
V majhni podeželski vasici sredi Kanade Holmes ugotovi, da praktično vsi domačini verjamejo, da je na delu pošast. Holmes in Watson najprej obiščeta načelnika policijske postaje, narednika Thompsona. Holmes Thompsonu izda, da je lady Penrose v bistvu Lillian Gentry, nekdaj perspektivna igralka, ki je 5 let pred tem iznenada končala svojo igralsko kariero in izginila s scene. Po pomenku s Thompsonom se odpravita v lokalni hotel, čigar lastnik je Emile Journet. Na vhodnih vratih ju pričaka njegova hčerka Marie, ki jo je oče ravno pretepel. Vseeno jima deklica izda, da namerava njen oče pobegniti. Holmes in Watson se tako pogovorita z njim in Journet jima prizna, da ga je močno strah in da se je pošast pričela pojavljati 2 leti nazaj, ravno ko se je on priselil v vas. Uspešen dan Holmes in Watson končata v hotelski sobi, kjer Holmes Watsonu razloži njegovo nalogo za prihodnji dan: infiltrirati se mora v lokalno okolje, natančneje v lokalno krčmo.
Med Watsonovim skrajno nerodno izvidnico v krčmi se Holmes odpravi v močvaro. Tam zagleda svetlečo pošast, ki ga ne prestraši. Vanjo prične streljati in pošast plane v divji beg. Pri tem begu ostane nekaj njene obleke na štrleči drevesni veji, kar služi Holmesu kot poučen dokazni material. Ko Journet spozna, da Holmesa ni v sobi, zažene vik in krik. Sploh ko izvedo, da se je odpravil v močvirje, zagrabi panika še Watsona, tako da se požene Holmesa reševat. Pri tem reševanju Watson naleti na pošast, ki ga odrine stran, da Watson pade v lužo blata. Pri tem padcu se zmoči do kože in stakne prehlad. Holmesu nato izda, da je pošast bljuvala ogenj v vse smeri, a mu Holmes ne verjame. Po pregledu tkanine z drevesa namreč ugotovi, da je bila prevlečena s fosforjem, kar je povzročilo svetlikanje.
S kosom tkanine se Holmes napoti k Thompsonu, ki k sebi pokliče lokalnega trgovca Taylorja. Slednji pove, da je edini primerek tovrstne tkanine prodal sodniku Brissonu. Brisson je ostareli invalid na vozičku, ki je pred leti utrpel kap, ki ga je povsem onesposobila. Holmes in Watson ga poskusita priklicati po telefonu, a se jima ne javi. Naslednje jutro poskusita vnovič, tokrat se jima javi, a zavrne njun obisk. Holmes ostane neomajen in ga vseeno obišče. Brisson ju pričaka s puško in hitro odžene stran, a Holmesu v Brissonovi sobi namenoma pade iz rok pismo. Brisson postane radoveden in brez težav vstane z vozička ter odide pismo pobrat, ko se Holmes z Watsonom vrne po pismo. Brissonu tako ne preostane drugega, kot da jima zaupa, da ga je neznansko strah in da se izdaja za invalida, da bi obvaroval svoje življenje. Ker ga Holmes že izloči kot osumljenca, ga povpraša po tisti tkanini. Brisson mu pove, da je dve srajci od petih kupljenih nekaj časa nazaj podaril enemu od delavcev, ki so delali na njegovi hiši. O tem delavcu se spomni le, da je šepal.
Holmes s Thompsonovo pomočjo izsledi šepavca, ki prebiva v zapuščeni hiši. V njegovi sobi odkrijejo svetlikajočo se srajco in šepavca nemudoma poistovetijo s pošastjo ter se spravijo nanj. Šepavec tako plane v beg (v katerem prav nič ne šepa) in kljub strelom s strani narednika Thompsona skoči skozi okno v reko ter se reši. Holmes nato obišče lorda Penrosea, ki mu pove, da se je njegova žena igranju odpovedala, potem ko je pet let nazaj pred njenimi očmi soigralec Alistair Ramson ubil drugega igralca v divjem ljubosumju zavoljo nje. Lillian je dogodek močno pretresel, zaradi česar se je tudi umaknila z gledaliških odrov. Penrose pove še, da je primer zoper Ramsona vodil sodnik Brisson. Holmes zato pohiti nazaj do Brissonovega domovanja, a tam najde njegovo osebno pomočnico zvezano, njega pa umorjenega z grebljico v obliki kremplja, na enak način kot lady Penrose in ovce izpred stotih let. Holmes pride do zaključka, da bo Ramson za zdaj ostal v vasi v eni od svojih ustaljenih preoblek.
Holmes se nato sam odpravi v zapuščeni vaški hotel, kjer odkrije prav Ramsona. Slednji prevzame nadzor nad detektivom, tako da Holmesu ne preostane drugega, kot da odvrže svojo pištolo. Holmes nato Ramsona poprosi, da mu izda ime tretje žrtve. Ramson mu prošnjo odobri, a ravno ko bi mu ime tretje žrtve zares izdal, na prizorišče stopi Watson, ki zaradi polomljene stopnice pade po stopnišču. Pri tem napravi hrup, ki Ramsona preseneti toliko, da izgubi nadzor nad dogajanjem. V sobo nato prihrumi Watson, ki Ramsona prežene stran in s tem reši Holmesu življenje. Čeprav ni slišal imena tretje žrtve, je Holmes precej prepričan, da gre za Journeta, ki je pred tem delal kot ječar v zaporu, iz katerega je Ramson pobegnil dve leti nazaj. Watson v Journetovem hotelu najde njegovo hčer Marie mrtvo. Holmes pride do sklepa, da se je Journet skril in da je Ramson skušal od Marie izvedeti, kam se je skril. V iskanju Journeta je Holmes uspešnejši in ga celo prepriča, da naj se pokaže na ulici, da bo tako policiji uspelo Ramsona ujeti. Journet zavoljo hčerke privoli. V zaključnem obračunu v močvirju Ramson zares napade Journeta, a ga prej obkolijo domačini. V zmedi se skrije v meglici, a ga najde prav Journet, ki mu iz rok vzame krempljasto grebljico in ga v boju ubije ter s tem maščuje svojo hčerko.
Holmes in Watson se po rešitvi primera vrneta v London.

## Igralska zasedba
- Basil Rathbone – Sherlock Holmes
- Nigel Bruce – dr. Watson
- Gerald Hamer – Alistair Ramson
- Paul Cavanagh – lord William Penrose
- Arthur Hohl – Emile Journet
- Kay Harding – Marie Journet
- Miles Mander – Judge Brisson
- David Clyde – narednik Thompson
- Ian Wolfe –  Drake
- Victoria Horne –  Nora